# Orde van het Vrijheidskruis (Estland)
De Orde van het Vrijheidskruis (Estisch: Vabadusrist) is een orde van verdienste van de Republiek Estland. De orde werd op 24 februari 1919 door premier Konstantin Päts ingesteld. De orde kreeg een bijzondere structuur, er werden drie divisies ingesteld. Men verleende de orde voor verdienste in de vrijheidsstrijd.
De Estische orde heeft qua vorm en organisatie overeenkomsten met een belangrijke Finse onderscheiding, de Orde van het Vrijheidskruis geheten. De gelijkenis is gezien de geografische, taalkundige en historische verwantschap ook verklaarbaar, de beide gebieden maakten zich na de val van de Tsaar los van Rusland.

## De graden en de draagwijze
- Voor militaire verdienste in wit. In drie graden.
  - VRI/1, een wit geëmailleerd gouden kruis met zwart medaillon aan een blauw lint met zwart-witte bies om de hals gedragen.
  - VRI/2, een wit geëmailleerd zilveren kruis met zwart medaillon aan een blauw lint met zwart-witte bies om de hals gedragen.
  - VRI/3, een wit geëmailleerd zilveren kruis met zwart medaillon aan een blauw lint met zwart-witte bies op de linkerborst gedragen.
- Voor dapperheid in het gevecht in zwart. In drie graden waarvan er twee ook werden uitgereikt.
  - VRII/1, een zwart geëmailleerd gouden kruis met rood medaillon aan een blauw lint met zwart-witte bies om de hals gedragen. Deze graad werd nooit toegekend.
  - VRII/2, een zwart geëmailleerd zilveren kruis met rood medaillon aan een blauw lint met zwart-witte bies om de hals gedragen.
  - VRII/3, een zwart geëmailleerd zilveren kruis met rood medaillon aan een blauw lint met zwart-witte bies op de linkerborst gedragen.
- Voor civiele verdienste in blauw. In drie graden.
  - VRIII/1, een zwart geëmailleerd gouden kruis met wit medaillon aan een wit lint met zwart-blauwe bies om de hals gedragen
  - VRIII/2, een zwart geëmailleerd zilveren kruis met wit medaillon aan een wit lint met zwart-blauwe bies om de hals gedragen
  - VRIII/3, een zwart geëmailleerd zilveren kruis met wit medaillon aan een wit lint met zwart-blauwe bies op de linkerborst gedragen

Omdat de nazi-regering en Sovjet-Rusland in 1940 overeenkwamen dat Rusland Estland mocht annexeren, wat Rusland deed, werd de orde die sinds 19 juni 1925 niet meer was toegekend en in de eerste twee jaar durende periode van haar bestaan slechts spaarzaam werd toegekend, afgeschaft. Pas in 1990 werd zij hersteld, want er was toen nog ten minste één drager, Karl Jaanus VR II/3 in leven. Hij stierf op 6 oktober 2000 als laatste lid van deze orde.
De orde is daarmee "slapend" geworden maar zij hield niet op te bestaan. De nieuwe Estische republiek rekent de orde tot haar decoraties en de wet voorziet in verlening in geval van oorlog.

## Een aantal dragers
- De Britse Onbekende Soldaat VR I/1
- De Franse Onbekende SoldaatVR I/1
- De Italiaanse Onbekende SoldaatVR I/1
- De stad Verdun VR I/1
- Albert I van België VR I/1
- Jānis Balodis VR I/1
- Admiraal David Beatty, 1st Earl Beatty VR I/1
- Stanley Baldwin, 1st Earl Baldwin of Bewdley VR III/1
- Arthur Balfour, 1st Earl of Balfour VR III/1
- Aristide Briand VR III/1
- William Clive Bridgeman, 1st Viscount Bridgeman VR III/1
- Frederick Lambart, 10th Earl of Cavan VR I/1
- Robert Cecil, 1st Viscount Cecil of Chelwood VR III/1
- Sir Austen Chamberlain VR III/1
- Christiaan X van Denemarken VR I/1
- Otto von Bismarck VR I/1
- Georges Clemenceau VR III/1
- Walter Cowan VR I/1
- Gaston Doumergue VR III/1
- The Rt. Hon. Herbert Fisher VR III/1
- Veldmaarschalk Ferdinand Foch VR I/1
- Pietro Gasparri VR III/1
- George V van het Verenigd Koninkrijk VR I/1
- Veldmaarschalk Sir Hubert Gough VR I/1
- Gustaaf V van Zweden VR III/1
- Veldmaarschalk Douglas Haig, 1st Earl Haig VR I/1
- Sir John Hanbury-Williams VR III/1
- Charles Hardinge, 1st Baron Hardinge of Penshurst VR III/1
- Miklós Horthy VR III/1
- Esme Howard, 1st Baron Howard of Penrith VR III/1
- Karl Jaanus VR II/3
- Kyösti Kallio VR III/1 and I/2
- Julius Kuperjanov VR II/2 and II/3
- Johan Laidoner VR I/1 and III/1
- David Lloyd George, 1st Earl Lloyd George of Dwyfor VR III/1
- Harri Moora VR II/3
- Benito Mussolini VR III/1
- Karl Parts VR I/1, II/2 and II/3
- Eric Drummond, 7th Earl of Perth VR III/1
- Veldmaarschalk Philippe Pétain VR I/1
- Józef Piłsudski VR I/1 and III/1
- Johan Pitka VR I/1
- Jaan Poska VR III/1
- Konstantin Päts VR I/1 and III/1
- August Rei VR III/1
- Conte Carlo Sforza VR III/1
- Władysław Sikorski VR III/1
- Otto Strandman VR III/1
- William George Tyrrell, 1st Baron Tyrrell VR III/1
- Kārlis Ulmanis VR III/1
- Victor Emanuel III van Italië VR III/1
- Aleksander Warma VR I/3
- Rosslyn Erskine-Wemyss, 1st Baron Wester Wemyss VR I/1
- Veldmaarschalk Maxime Weygand VR I/1

## Versierselen
Het versiersel is een witgeëmailleerde kruis met vier armen. In het midden is een gouden wapenschild beladen met drie gaande leeuwen azuur (blauw) geplaatst. Daaromheen is een, eveneens gouden, lauwerkrans bevestigd. De medaille is gelijk aan het versiersel van de Vijfde Klasse maar zij is in een zilveren cirkel geplaatst.
Het lint werd in een driehoeksvorm opgemaakt. Daarin volgde het eigenzinnige Estland nòch de traditie van Rusland met haar pentagonale linten noch het voorbeeld van Finland waar men voor eenvoudige linten koos.